# Wappenstein (Reichsforst)
Der Wappenstein ist ein 672 m ü. NHN hoher dicht bewaldeter Basaltkegel nördlich von Pechbrunn im Oberpfälzer Landkreis Tirschenreuth und gehört zum  Reichsforst im Fichtelgebirge.

## Geographie
Zusammen mit den nur wenige hundert Meter entfernten Basaltkegeln Steinberg (705 m), Steinhügel (677 m) und einer namenlosen Höhe (670 m) wird der Wappenstein im Westen und Süden von der Autobahn A 93 und der Bahnstrecke Weiden–Oberkotzau von Pechbrunn und Steinwald getrennt.

## Geologie
Zwischen Marktredwitz, Mitterteich, Konnersreuth und Seußen liegt ein großes Basalteruptionsgebiet. Es ist der westlichste Ausläufer des nordböhmischen Basaltvulkanismus. Im Miozän ist hier flüssige Basaltmasse durch den Granit emporgedrungen.

## Geschichte
Neben den Preußensteinen erinnert der Wappenstein an die einstige Landesgrenze. Die Grenze verlief über die Anhöhen des Reichsforstes, die heutige Regierungsbezirksgrenze zwischen Oberpfalz und Oberfranken verläuft nördlich des Wappensteins, der sich jetzt auf Oberpfälzer Gebiet befindet. Dort treffen auch die Landkreise Wunsiedel im Fichtelgebirge und Tirschenreuth aufeinander.